# Carnatic Railway
| Carnatic Railway | Carnatic Railway       |
| ---------------- | ---------------------- |
| Streckenlänge:   | 30 km                  |
| Spurweite:       | 1676 mm (Kolonialspur) |
|                  |                        |

Die Carnatic Railway wurde 1870 gegründet, um den Betrieb der in Konkurs gegangenen Indian Tramway Company zu übernehmen. Diese hatte 1865 eine Strecke zwischen Arkonam und Conjeeveram in der für Indien ungewöhnlichen Kapspurweite mit 1067 mm errichtet. Die neue Gesellschaft spurte die Strecke auf die indische Breitspur um. 1871 verfügte das Unternehmen über 4 Dampflokomotiven.
1872 fusionierte die Carnatic Railway mit der Great Southern of India Railway. 1874 entstand daraus die South Indian Railway.
Der Name der Gesellschaft leitete sich von Carnatic ab, der früheren englischen Bezeichnung für eine Landschaft im Südosten Indiens, zwischen den südlichen Ostghats und der Koromandelküste.